# Karangtanjung (Lemahabang)
Karangtanjung is een bestuurslaag in het regentschap Karawang van de provincie West-Java, Indonesië. Karangtanjung telt 4436 inwoners (volkstelling 2010).